# Titularbistum Naratcata
Naratcata ist ein Titularbistum der römisch-katholischen Kirche.
Die in Nordafrika gelegene Stadt war ein alter römischer Bischofssitz, der im 7. Jahrhundert mit der islamischen Expansion unterging. Er lag in der römischen Provinz Numidien.
| Titularbischöfe von Naratcata |                                    |                                                        |                  |                    |
| Nr.                           | Name                               | Amt                                                    | von              | bis                |
| 1                             | Venancio Celestino Orbe Uriarte CP | Prälat von Moyobamba (Peru)                            | 25. August 1967  | 1. Dezember 1977   |
| 2                             | Karl Hesse MSC                     | Weihbischof in Rabaul (Papua-Neuguinea)                | 27. April 1978   | 24. Oktober 1980   |
| 3                             | Patrick Vincent Hurley CSsR        | Weihbischof in Samoa und Tokelau (Samoa und Tokelau)   | 5. November 1981 | 1. November 1992   |
| 4                             | John Walter Yanta                  | Weihbischof in San Antonio (USA)                       | 27. Oktober 1994 | 21. Januar 1997    |
| 5                             | José de Jesús Martínez Zepeda      | Weihbischof in Mexiko (Mexiko)                         | 11. März 1997    | 3. Januar 2004     |
| 6                             | José Domingo Ulloa Mendieta OSA    | Weihbischof in Panama (Panama)                         | 26. Februar 2004 | 18. Februar 2010   |
| 7                             | Fernando Bascopé Müller SDB        | Weihbischof in El Alto (Bolivien)                      | 15. Juli 2010    | 24. September 2014 |
| 8                             | Jean-Pierre Kwambamba Masi         | Weihbischof in Kinshasa (Demokratische Republik Kongo) | 31. März 2015    | 31. März 2018      |
| 9                             | Mark Bartosic                      | Weihbischof in Chicago (USA)                           | 3. Juli 2018     |                    |